# Технологічне дерево

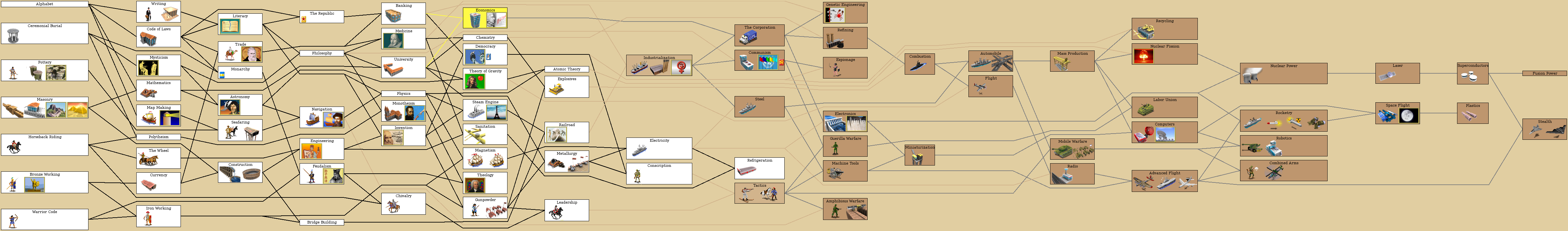
Технологічне дерево в грі Freeciv

Технологічне дерево (англ. Technology tree) — структура, що симулює процес технологічного розвитку в іграх детермінованим чином. Вона визначає переходи від одних технологій до інших, досконаліших, які розширюють можливості гравця — дозволяють формувати потужніші армії, будувати нові споруди тощо.
Технологічне дерево часто розглядається як фундаментальний елемент сучасних відеоігор, воно присутнє в більшості стратегічних ігор. Слідом за стратегічними безліч ігор в інших жанрах почали використовувати аналогічний підхід для опису прогресу у вигляді графових структур, розширивши при цьому значення поняття «технологія».
Математично технологічне древо найчастіше розглядається як орієнтований граф, у якому вузли — це технології, а ребра — залежності для відкриття нових. При цьому існує багато способів подання технологічного дерева, способів і умов відкриття нових технологій.
Розрізняють декілька способів проєктування технологічного древа, під час якого організатори повинні не тільки займатися його побудовою, а й вирішувати проблеми ігрового балансу, узгоджувати з іншими ігровими механіками, проєктувати штучний інтелект і вирішувати інші завдання.

## Опис
Технологічне дерево виконує функцію подання історичної ієрархії розвитку і є одним з центральних елементів ігрового процесу. Якщо під час проєктування ігор потрібно описати історичну симуляцію розвитку націй (наприклад, від кам'яної доби до нанотехнологій), то для полегшення вирішення цього завдання розробники можуть використовувати технологічне дерево. Воно являє собою набір правил, що дозволяють визначити множину передумов, необхідних для відкриття в грі тієї чи іншої технології. Спочатку гра починається з простого і «примітивного» стану, і далі отримання нових технологій призводить до поступового ускладнення, що дуже впливає на ігровий процес.
Технологічне дерево може використовуватися в різних формах: поширені дерева здібностей, досягнень, перків, талантів тощо. Технологічним деревом можна називати всі випадки, коли гравець інвестує ресурси в розвиток: будівництво, тренування навичок, дослідження тощо. Відкриття нових технологій може досягатися різними способами: вкладення деякої кількості ресурсів у науку, поступове отримання з плином часу, з вибором цільових технологій гравцем або без нього тощо.
Технологічне дерево під час розробки гри розглядається з двох точок зору: ігрової і культурної. Перша визначає набір правил, що впливають на ігрові механіки, тоді як друга пов'язує технології з історичним контекстом. Поняття технології тут трактується широко: це можуть бути машини (паровий двигун), практичні навички (плавання під вітрилом), науки (фізика), абстрактні ідеї і ритуали (політеїзм, філософія), форми соціальної організації (феодалізм).
Ігровий процес проєктується так, щоб стимулювати гравця розвивати нові технології, з відкриттям яких той отримує можливість будувати нових юнітів, споруди тощо. Однак у низці випадків технологічні дерева проєктуються так, що відкриття технології має негативний ефект — наприклад, коли після відкриття гравець втрачає можливість використовувати деякі можливості, що надаються іншою технологією. Іноді всі технології не можуть бути відкриті з певних причин, і тоді гравцеві доводиться вибирати серед них, виходячи з використовуваної стратегії.
Одна з форм ігрового процесу, де розглядають технології, — це «дослідження нефізичного світу». Оскільки людина істота допитлива, їй цікаво відкривати нові території, як переміщуючись ігровим світом, так і роблячи те ж саме у віртуальному просторі технологічного дерева.

## Історія
Прийоми, що задовольняють широкому визначенню технологічного древа, з'являлися спочатку в настільних іграх 1970-х років, наприклад, у Dungeons & Dragons 1974 року. Найвідомішим прикладом вважається настільна гра Civilizaton випущена в 1980 році. Серед відеоігор прикладом є Reach for the Stars (з'явилася 1983 року), в якій стало можливим удосконалювати космічні кораблі, досліджуючи технології. Особливістю настільних ігор є те, що вони фізично обмежені і в них складно використовувати технологічні дерева через значну «паперову роботу». Комп'ютери змогли автоматизувати їх реалізацію і тим самим розвинути поняття, але надалі відеоігри значною мірою зазнавали впливу настільних.
Вперше технологічне древо як поняття з'явилося в Sid Meier's Civilization (вийшла 1991 року), де воно реалізоване як повноцінна ігрова механіка і складова ігрового процесу. Ця гра надихнула багатьох на застосування під час розробки технологічного древа як одного з центральних елементів ігрового процесу і тим самим популяризувала поняття, значно вплинувши на подальші стратегічні ігри. У низці випадків Sid Meier's Civilization розглядається як перша відеогра, в якій з'явилося технологічне древо. Вплив покрокових Civilization і Master of Orion виявився таким, що незабаром їх ідеї адаптували для ігор інших жанрів. Зокрема, це виразилося в появі споруд, що надають нові технологічні можливості, відбилося в таких іграх, як Dune II, Warcraft: Orcs & Humans, Total Annihilation, і стало стандартом жанру стратегій реального часу.
Ідеї технологічного дерева адаптовано для рольових ігор. Однак у них основна увага зверталася не на армії й імперії, а на індивідуальний розвиток персонажів, їх можливостей — перків, талантів, умінь тощо. Прикладами такого використання є Star Wars: Knights of the Old Republic, «Відьмак», Dragon Age: Origins, Deus Ex: Human Revolution і Skyrim.

## Математичні властивості

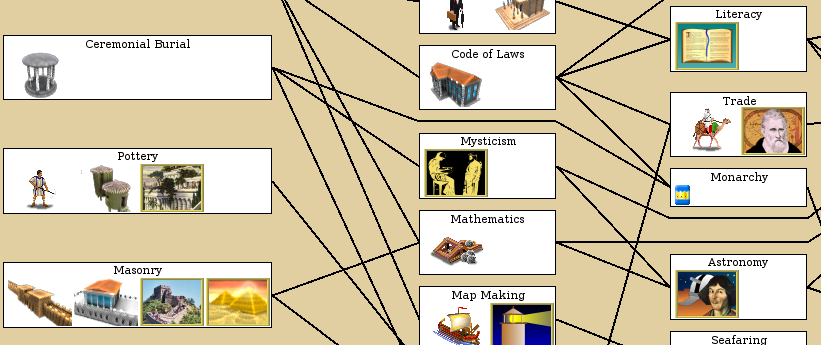
Частина технологічного дерева у Freeciv: каменярство відкриває математику, а математика астрономію

Попри назву, технологічне древо не обов'язково має бути деревом в математичному сенсі. Як правило, технологічне древо є орієнтованим графом, у якому вузли — це технології, а залежності для відкриття нових — ребра. При цьому, зазвичай, для того, щоб отримати можливість вивчення технології в дочірньому вузлі, потрібно вивчити всі, що є відносно нього предками. Оскільки одну технологію не можна відкрити двічі, то такий граф має бути ациклічним. Спочатку гравець має незначне число технологій (вузлів графу), і для можливості відкриття нової технології граф визначає необхідний для цього набір вузлів. Якщо ця умова виконується і гравець інвестує задане число ресурсів, то нова технологія відкривається.
Зазвичай між двома вузлами є одне ребро графу. Але можуть розглядатися і пари з декількома ребрами, тобто схеми, при яких є різні способи отримання тієї чи іншої технології. Циклічні графи можуть бути присутніми, наприклад, у разі, якщо гравець може отримати доступ до технології відмінним від прописаного в дереві способом (наприклад, отримати на початку як базову). Можуть також існувати технології, на які накладено кілька ациклічних графів. Описані технологічні дерева зустрічаються рідко, і їх властивості розглядаються окремо.
У багатьох іграх технології подано в бінарному стані: кожна з них або відкрита, або ні. Але ця властивість не обов'язкова. Наприклад, у Space Empires V багато технологій мають по кілька рівнів, і якщо гравець відкриває технологію, то він може її потім удосконалити, вкладаючи ресурси в її розвиток і тим самим підвищуючи її рівень. Однак часто розвиток подібних технологій дає в розпорядження гравця тільки одну функцію, яка стає доступною після відкриття першої з них і посилюється наступними — наприклад, якщо технологія першого рівня заспокоює одного жителя міста, то другого рівня двох і так далі.

## Класифікація
Існує безліч різних способів організації технологічного древа. Їх різноманіття таке, що складно скласти повний опис всіх ідей, які реалізованих розробниками ігор. Наприклад, є дерева з повною відсутністю ребер графу або дерева, в яких гравець розвиває наукові напрямки, а технології йому надаються залежно від стану кількох гілок. Проте дослідники виділяють низку характерних аспектів для опису тих чи інших реалізацій.
Зазвичай ребра графу використовують для того, щоб визначити порядок відкриття технологій. З цього правила є винятки, але найпоширенішими є семантики «І» та «АБО». У першому випадку необхідно відкрити всі батьківські технології для отримання можливості розвитку даної, а в другому випадку достатньо будь-якої. Як правило, в усьому графі дотримуються одного типу залежностей.
Найчастіше графи дерев фіксовані. Це знижує реіграбельность, але в цьому випадку легше вирішувати завдання під час проєктування гри (повторюваність спрощує тестування і вивірку ігрового балансу). Як наслідок, динамічні дерева зустрічаються рідко. Разом з тим, хоч технологічні дерева фіксовані, вони можуть бути різними для різних ігрових націй або персонажів. У цьому випадку реіграбельность частково підвищується, оскільки гравці можуть вибирати на початку наступної гри нового персонажа або націю. Нові технології динамічних дерев можуть з'являтися в результаті ігрових подій, наприклад, при першій зустрічі з деякими мешканцями світу. Приклади динамічних дерев надає серія Sword of the Stars, де вони генеруються заново для кожної партії. Однак в цих іграх є набір основних технологій, які фіксовані, а навколо них генеруються інші .
Якщо трактувати технології в широкому сенсі, то вони поділяються на абстрактні, «споруди» і «юніти». Дві останні відрізняються тим, що мають «носія», створення якого дає додаткові можливості (наприклад, споруда дозволяє будувати нові юніти). Абстрактні частіше і ширше використовуються в покрокових стратегічних іграх, тоді як неабстрактні — в іграх реального часу. При цьому вони можуть перетинатися, наприклад, якщо для отримання доступу до вивчення абстрактної технології необхідно побудувати будинок, а після вивчення дається можливість побудови нових юнітів.
Залежно від типу ігор розмір технологічного древа варіюється і може досягати сотень вузлів, як, наприклад, у Warzone 2100, де їх понад 400. Типовим прикладом є Civilization V, де в дереві налічується 74 технології. Дерева навичок найчастіше істотно менші, і це закономірно — значна кількість можливостей перевантажує гравців. Розмір дерев обмежений також тим, що їх розробкою займаються люди, чиї ресурси також обмежені. При цьому дерева вимагають ігрового балансу, реалізація якого є складним завданням.
Технологічні дерева розрізняються за способом вивчення. Багато ігор використовують своєрідний бінарний принцип — для технології можливе лише відкриття або його відсутність. Разом з тим, є приклади, коли технології мають кілька рівнів розробки. Додатково є реалізації, в яких технології можуть вивчатися не послідовно, а паралельно (Master of Orion). Ще однією відмінністю є обсяг ресурсів, необхідних для відкриття технології. У більшості ігор ця кількість фіксована для конкретної технології, але можуть бути й інші варіанти. Наприклад, у Sword of the Stars гравцеві до вивчення технології надається інформація про передбачуваний час для її відкриття, але надалі цей час може виявитися істотно іншим. У Stars! що більше гравець відкрив рівнів технологій, то складніше йому відкривати нові незалежно від напрямку розвитку. Разом з тим, необхідною умовою для відкриття технології можуть виявитися не тільки деякі виробничі потужності (абстрактні, наприклад, окуляри науки), але й рідкісні ресурси (золото, метали, деревина; прикладом є Warcraft: Orcs & Humans).

## У жанрах

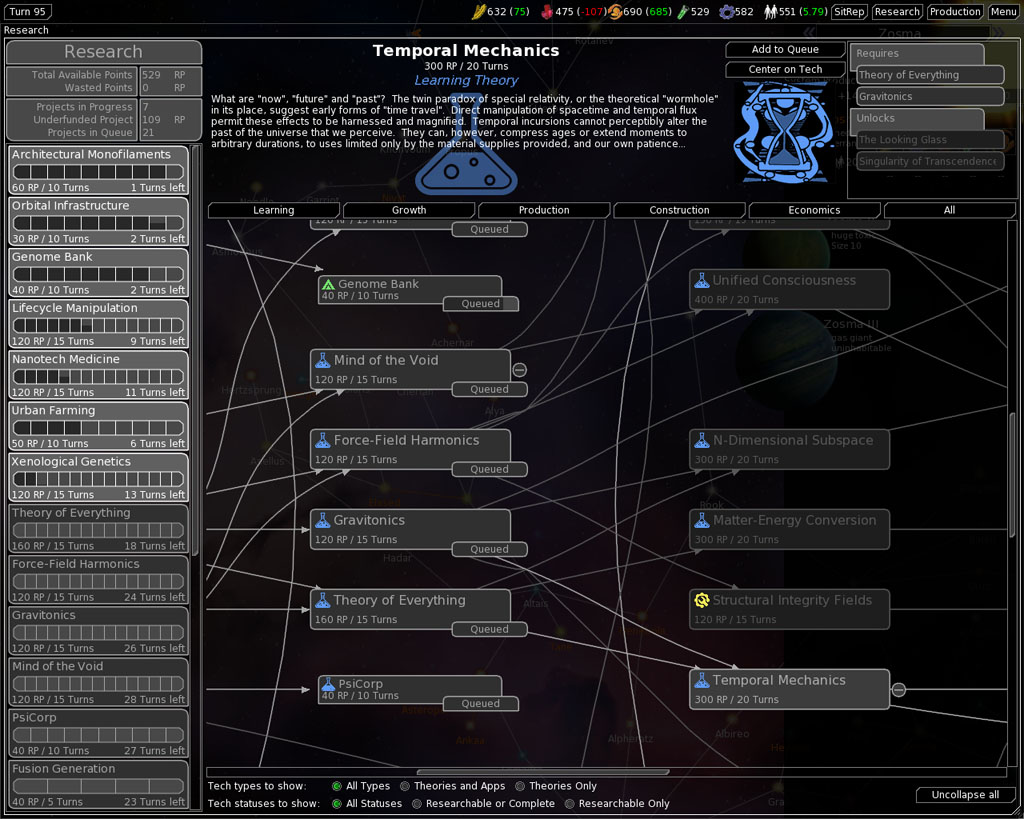
Інтерфейс технологічного розвитку в грі FreeOrion

Як правило, технологічні дерева стратегій реального часу менші, ніж у покрокових. Це обумовлюється кількома причинами. По-перше, стратегії реального часу більше сконцентровані на бойовій системі, битвах і тактиці, тоді як у покрокових вагомішу частину ігрового процесу займає стратегічний і технологічний розвиток. Другою причиною є те, що в перших розвиток йде за допомогою зведення споруд і створення юнітів, тоді як у других повсюдні абстрактні технології, для використання яких не потрібно виділяти місце на ігровому полі. Третьою особливістю є те, що в стратегіях реального часу гра часто складається з серії боїв або рівнів, на яких гравець може заново будувати споруди і юнітів, що являє собою повторний технологічний розвиток, і таким чином дерева використовуються кілька разів. Сід Меєр вказує на те, що короткі ігри реального часу більше втомлюють гравця. З цієї причини через обмеженість ігрового часу стає складно помістити в декілька годин гри велике технологічне древо, тоді як у покрокових стратегіях партія може тривати десятки годин, і це надає відповідні можливості.
У рольових іграх технологічні дерева відносно невеликі. Це обумовлено, зокрема, тим, що в цьому жанрі ігри орієнтовані на сюжет і історію як ланцюжок подій, що формує «вузький коридор» свободи розвитку гравця. Часто виходить так, що глибина дерев невелика. Тут впливає побудова ігрового процесу: якщо він орієнтований на сюжет, то немає необхідності у великій кількості технологій, оскільки гравець про них все одно не дізнається; якщо ж гра — пісочниця і гравцеві надається велика свобода дій, то технологічні дерева стають значно розвиненішими. У рольових іграх часто використовуються дерева з однією кореневою технологією, при цьому вони зазвичай лінійні, а для різних характеристик або типів персонажів задається окреме дерево.
Залежно від жанру, ігри характеризуються переважанням способу отримання нових технологій. У покрокових стратегіях це абстрактне дослідження, в стратегіях реального часу отримання нових технологій відбувається завдяки зведенню споруд і створенню юнітів, у рольових іграх зазвичай реалізується через набуття досвіду. Паралельне відкриття технологій є типовим для стратегій реального часу, а послідовне — для покрокових стратегій і рольових ігор.

## У проєктуванні ігор
Єдиного способу проєктування технологічного древа не існує. Описуючи цю задачу, доктор філософії Антверпенського університету Тюр Гіс (нід. Tuur Ghys) характеризує її як аналог проблеми курки і яйця: чи першим має йти древо і далі на його основі будуватися гра, чи ж дерево є наслідком розробки ігрових механік? Перший спосіб можна уявити як розгляд історії людства або її частини і виділення з цього потрібного числа найбільш значущих технологій, на основі яких потім проєктується ігровий процес. Провідний геймдизайнер Civilization IV Сорен Джонсон так описує роботу над цією грою:{|
Я зробив список з 80 найважливіших, на мій погляд, винаходів в історії людства і спробував, наскільки зміг, зрозуміти причинно-наслідкові зв'язки. Я написав усі назви [технологій] на аркушах паперу, прикріпив їх кнопками до дошки і використовував канцелярські гумки, щоб показати зв'язки. Це дерево я переглядав кожні кілька днів, доти, поки не залишився задоволений послідовністю. … Я зухвало побудував спершу технологічне древо і далі знайшов на ньому місце для всього — юнітів, споруд, соціальних інститутів, релігій і так далі. Я виходив з того, що якщо моє технологічне древо є розумною моделлю історії людства, кожна нова опція в грі має десь у нього вписатися.
Оригінальний текст (англ.)
I made a list of what I felt were the 80 most important human innovations and tried, as best I could, to make cause-and-effect connections. I wrote all the names down on slips of paper, tacked them to the board, and used rubber bands to show the connections. I would revisit the tree every few days until I was happy with the arrangement ... I defiantly built the tech tree first and then found locations for everything (units, buildings, civics, religions, etc.) afterwards. My reasoning was that if my tech tree was a reasonable model of human history, every new game option should fit on it somewhere.
— інтерв'ю Сорена Джонсона, квітень 2011 року
|}
Другий спосіб полягає у створенні базової ігрової механіки, і далі розглядаються ті варіанти, які можуть бути якісно корисні для отримання кращої грабельності. Брюс Шеллі згадує свій досвід роботи над Age of Empires:{|
[Ми] почали з технологій і спробували підлаштувати під них гру, але потім зробили все навпаки і вирішували, які ефекти нам потрібні, щоб покращити гру. Після цього ми надавали ефектам назви технологій, які здавалися нам підхожими.Оригінальний текст (англ.)
.. started with the technologies and tried to fit the game to them but then reversed ourselves and decided what effect we needed for the good of the game. Then we assigned what seemed like appropriate technology names to the effect.
— інтерв'ю Брюса Шеллі, травень 2011 року
|}
У той же час Рік Ґудмен (геймдизайнер Empire Earth і Age of Empires) описує свій процес проєктування так. Спочатку він вивчив низку книг і виписав безліч найбільш значущих технологій. Далі він відсортував їх за важливістю і серед найважливіших вибирав ті, які найкраще вписувалися в гру. Після застосування такого підходу багато значущих технологій не потрапили до гри, але кінцевий результат був компромісом між двома описаними вище способами.
Під час проєктування ускладнення технологічного дерева призводить до труднощів забезпечення необхідної якості ігрового процесу. Кількість варіантів розвитку древа в міру додавання технологій зростає дуже швидко, і стає практично неможливим перебрати всі шляхи відкриття древа. При цьому якщо під час проєктування знаходять помилку, то її виправлення може призводити до локального вирішення проблеми, виявленої в деякій ситуації. Але через складність це ж виправлення може призвести до появи іншої проблеми. Таким чином, для вирішення подібних питань під час розробки одним з важливих завдань стає створення засобів оцінювання якості проєктованого технологічного древа. Прояви помилок можуть бути різноманітними. Так, гравцям може бути незрозумілим зв'язок між умовами відкриття та одержуваною технологією, що призводить до негативного ефекту, який погіршує грабельність. Наприклад, якщо після відкриття календаря дається можливість побудувати фабрику котячого корму (англ. Cat Food Factory), і при цьому в грі немає для цього зв'язку розумного пояснення, то це говорить про погану якість проєктування. Інший приклад — виникнення ситуації, коли при очевидних локальних зв'язках через особливості графу технологій гравець отримує в розпорядження бойову одиницю «кінний лучник» ще до відкриття технологій, що надають можливість їзди верхи або стрільби з лука. На подібні явища гравці теж реагують негативно. Ще один вид помилок — створення таких дерев, при яких гравці зазвичай приймають одні і ті ж рішення через те, що в ігровому процесі переважають домінівні стратегії, — це свідчить про незбалансованість гри.
Необхідність уведення технологічного дерева і його особливості багато в чому визначаються типом розроблюваної гри та її властивостями. Так, при створенні шутеру від першої особи може ставитися питання про необхідність дослідження гравцем потужнішої зброї, чи її можна буде просто знайти на ігрових рівнях. Нову зброю можна отримати зразу в остаточному вигляді чи вдосконаливши наявну. Це може визначатися, виходячи з досвіду гравця, який може бути як зацікавленим у подібних ігрових механіках, так і просто бігати по рівнях і знищувати ворогів. Наступним важливим кроком є визначення початкового рівня розвитку, що може залежати від сетингу (наприклад, у Sid Meier's Civilization це примітивні доісторичні технології, тоді як у пізнішій грі тієї ж серії Sid Meier's Alpha Centauri дія відбувається в майбутньому). Складність вибору між занадто численними можливостями на початку гри може відлякати гравців, і тому важливо правильно цей вибір дозувати, не допускаючи, щоб він на ранніх етапах став критичною помилкою для гравця. Під час подальшого проєктування можуть розрізняти визначальні і несуттєві технології — перші є необхідними для проходження деякої місії, але для її відкриття потрібно попередньо відкрити кілька інших технологій. Під час тестування проєктованої гри в неї можуть додаватися підказки гравцеві, що допомагають досягти ключових елементів, разом з тим у нього залишається свобода вибору. Створюване технологічне дерево має бути збалансованим, щоб гравцеві завжди були доступні для вивчення технології, які дозволяють пройти місії. В іншому випадку гравці будуть розчаровані, коли після досягнення рівня не зможуть його пройти через такі проблеми проєктування. Прикладом вирішення є надання гравцеві достатньої кількості ресурсів у ігровому світі.
Проєктований штучний інтелект (ШІ) багатокористувацьких ігор характеризується аналізом стану технологічного дерева опонентів для розуміння доступних їм технологій і особливостей поведінки противника (яких юнітів він створює, час між атаками, типові засоби захисту), що дозволяє вибирати ті чи інші стратегії поведінки. Разом з тим аналізується наявний технологічний розвиток для ігрових можливостей. Наприклад, для розвідки за допомогою радара може вимагатися технологія будівництва споруди, що є одним з елементів планування. Використовувані алгоритми поведінки ШІ можуть відрізнятися, залежно від типу і складності технологічного древа, розміру ігрового світу та інших факторів.

## Історичність і детермінізм
Тюр Гіс проаналізував технологічні дерева чотирьох стратегічних ігор (Age of Empires, Empire Earth, Rise of Nations і Civilization IV), і, за його оцінкою, найчастіше зустрічається технологія монотеїзму. Трохи менш популярними стали інженерна справа, писемність, монетну справу (або «гроші»), астрономія, науковий метод і книгодрукування. З іншого боку, дослідник не знайшов ігор, де б була присутня технологія текстилю (як і пряжі або прядильних машин), що, на його думку, говорить про складність реалізації цієї технології в ігровій механіці. З цієї причини через особливості проєктування ігор у них не потрапляють ряд історично важливих технологій .
Розглядаючи тему детермінізму, Тюр Гіз звертає увагу, що класична реалізація технологічних дерев, з одного боку, надає свободу послідовності вивчення технологій і тим самим дозволяє гравцеві творити свою історію, але з іншого боку, такі дерева фіксовані і де-факто відбивають погляд розробника на історію. У цьому аспекті Сорен Джонсон звертає увагу на той приклад, що в Civilization IV не можна отримати доступу до літератури та драматургії, не вивчивши алфавіту, але історично це не так, якщо згадати історію Китаю. Один зі способів вирішення цієї проблеми представлено в Age of Empires, і далі ідею розвинено в Starcraft, де кожна з ігрових сторін має своє технологічне древо, але і при цьому підході після вибору раси її історичний розвиток стає зумовленим, а під час проєктування при застосуванні різних дерев складніше вирішувати питання ігрового балансу.
Попри те, що геймдизайнери можуть сходитися в думках про важливість ролі тієї чи іншої технології в історії, при її реалізації в конкретні ігрові механіки ця роль не завжди виходить однаковою. Наприклад, отримання технології «писемність» у Civilization IV дає можливість вивчення низки інших технологій. Разом з тим, у Rise of Nations писемність зменшує витрати з вивчення нових технологій і дає можливість побудови споруди «храм» (англ. temple). В Age of Empires ця технологія дає унікальний ефект, що полягає в наданні можливості гравцеві ділитися інформацією зі союзниками, коли він починає бачити те, що видно союзнику крізь туман війни. Аналогічно в цих іграх відрізняються ефекти від відкриття друкарства. Це показує, що інтерпретація технології та її реалізація можуть дуже відрізнятися, залежно від роботи геймдизайнера.

## Примітка
1. 1 2 3 4 5 6 7 8 9 10 11 12  Ghys, 2012.
2. 1 2 3  Heinimäk, 2012.
3. 1 2 3  Moore, 2011, с. 230.
4. ↑  Heinimäk, 2012, с. 28, 29.
5. 1 2 3 4 5  Heinimäk, 2012, с. 29.
6. ↑  Apple II Software Game — 'Reach For The Stars', Third Edition, 5¼" Floppy Disk, 1987 (англ.). Museum Victoria. Архів оригіналу за 11 вересня 2016.
7. ↑  Rouse, 2004, с. 25.
8. 1 2 3 4  Heinimäk, 2012, с. 30.
9. 1 2  Heinimäk, 2012, с. 28.
10. ↑  Heinimäk, 2012, с. 30, 31.
11. ↑  Warzone 2100 — Research Guide. Архів оригіналу за 19 січня 2019. Процитовано 19 січня 2019. [Архівовано 2019-01-19 у Wayback Machine.]
12. ↑  Heinimäk, 2012, с. 31.
13. ↑  Stars! Документация — Наука и технологии. Elite Games. Архів оригіналу за 5 вересня 2016. Процитовано 26 листопада 2017.
14. ↑  Heinimäk, 2012, с. 31, 32.
15. 1 2 3  Heinimäk, 2012, с. 33.
16. ↑  GDC (7 червня 2017). Classic Game Postmortem: Sid Meier's Civilization. Процитовано 15 серпня 2017.
17. ↑  Heinimäk, 2015, с. 33—34.
18. ↑  Moore, 2011, с. 231—232.
19. ↑  Moore, 2011, с. 232—233.
20. ↑  Schwab, 2009, с. 111, 114, 234, 599.